# Lista contilor și ducilor de Valois

Blazonul conților și ducilor de Valois.

Regiunea Valois, numită la origine pagus valensis, era situată pe valea râului Oise, în Picardia. Ea a constituit un fief al Franciei apusene și ulterior al Regatului Franței până când conții săi au instalat o dinastie regală, Casa de Valois, care a succedat Casei de Capet în 1328. Comitatul a fost, alături de alte comitate (Beauvais, Vexin, Vermandois și Laon), parte a "ramurii de Oise" a feudei care era adeseori deținută de către o anume familie ca o linie de apărare împotriva asalturilor vikingilor asupra Parisului.
Comitatul și apoi ducatul de Valois a fost localizat în nordul Franței, la nord-est de Île-de-France. Reședința sa era la Crépy-en-Valois.

## Conții de Valois
- Pepin I conte de Vermandois și Valois (cca. 886–892), fiul regelui Bernard de Italia.
- Pepin al II-lea, fiul precedentului, conte de Vermandois and Valois.
- Pepin al III-lea, fiul precedentului, conte de Valois.
- Adela, fiică a precedentului, contesă de Valois, devenită în 923 soția lui Waleran al II-lea (sau Gauthier al II-lea), conte de Vexin și Amiens.

Waleran al II-lea, conte de Vexin, d. 956, devenit conte de Amiens, în baza drepturilor dobândite prin soția sa Adela
- 956–987 Valter I, de asemenea conte de Vexin și Amiens
- 987–1027 Valter al II-lea, de asemenea conte de Vexin și Amiens
- 1027–1035 Drogo, de asemenea conte de Vexin și Amiens
- 1035–1063 Valter al III-lea, de asemenea conte de Vexin, Maine și Amiens
- 1063–1074 Raul, de asemenea conte de Vexin și Amiens, a cărui cea de a treia soție a fost Anna de Kiev, regina văduvă a Franței (căsătoria nu a produs copii)
- 1074–1077 Simon, de asemenea conte de Vexin și Amiens

Atașată coroanei regale în 1076 sau 1077.
- Herbert (d. 1080), de asemenea conte de Vermandois, prin căsătoria cu Adela sau Alix, fiică a contelui Raoul al II-lea de Vexin și Valois.
- Odo I "cel Nebun" (1080–1085), conte de Vermandois și de Valois, fiul precedentului, a fost dezmoștenit de către conciliul baronilor Franței, iar apoi devenit senior de Saint-Simon prin căsătorie.
- Adelaida sora precedentului, contesă de Vermandois și de Valois, soția lui Hugo Magnus.
- Hugo I "cel Mare" (1085–1101), conte de Vermandois și de Valois, fiul regelui Henric I al Franței cu Anna de Kiev.
- Raoul I "cel Viteaz" (1102–1152), conte de Vermandois și de Valois, fiul precedentului.
- Hugo al II-lea (1152–1160), conte de Vermandois și de Valois, fiul lui Raoul I cu Eleonora de Blois.
- Raoul al II-lea (1160–1167), conte de Vermandois și de Valois, fiul lui Raoul I cu Petronilla de Aquitania.
- Filip de Alsacia (1167–1185), conte de Flandra (1168–1191), ca și de Vermandois și de Valois prin căsătorie

Atașată coroanei regale de către regele Filip al II-lea August
- Ioan-Tristan (1269–1270)
- inclusă în domeniul regal
- Carol I (1284–1325)
- Filip I (1325–1328)
- inclusă în domeniul regal
- Filip al II-lea (1344–1375)
- inclusă în domeniul regal
- Ludovic I (1386?–1406)

## Ducii de Valois
- Carol d'Orléans (1406–1465)
- Ludovic (1465–1498)

inclusă în domeniul regal
- Francisc

inclusă în domeniul regal
- Margareta de Valois

inclusă în domeniul regal
- Gaston (1626–1660)
  - Ioan Gaston d'Orléans (1650–1652)
- Filip d'Orléans (1660–1701)
  - Filip Carol d'Orléans (1664–1666)
  - Alexandru Ludovic d'Orléans (1673–1676)
- Filip d'Orléans (1701–1723)
- Ludovic d'Orléans (1723–1752)
- Ludovic Filip d'Orléans (1752–1785)
- Ludovic Filip al II-lea d'Orléans (1785–1793)
- Ludovic-Filip d'Orléans (1773–1850)